# Weezer (album, mars 2019)
Albums de Weezer
Weezer
(2019) OK Human
(2021)
Weezer, surnommé The Black Album, est le treizième album du groupe Weezer, paru le 1er mars 2019 chez Atlantic.
Il s'agit du sixième album éponyme du groupe après l'album bleu, l'album vert, l'album rouge, l'album blanc et l'album teal (du nom en anglais de la couleur bleu canard, proche de la couleur turquoise), ce dernier étant paru moins de deux mois auparavant.
Cet album est caractérisé par une plus grande liberté au niveau de la vulgarité des textes de la part du chanteur Rivers Cuomo, s'accordant des jurons dans les paroles, chose très rare dans les précédents albums du groupe. Atteignant la dix-neuvième place du Billboard 200, l'album reçoit des critiques mitigées.

## Liste des morceaux
| No  | Titre                            | Auteur                               | Durée |
| --- | -------------------------------- | ------------------------------------ | ----- |
| 1.  | Can't Knock The Hustle           | Rivers Cuomo                         | 3:42  |
| 2.  | Zombie Bastards                  | Cuomo, Rami Yacoub                   | 4:10  |
| 3.  | High as a Kite                   | Cuomo, Josh Alexander                | 3:48  |
| 4.  | Living in L.A.                   | Cuomo, Jonny Coffer, Jerome Williams | 3:38  |
| 5.  | Piece of Cake                    | Cuomo                                | 3:17  |
| 6.  | I'm Just Being Honest            | Cuomo, Ammar Malik, David Hodges     | 3:56  |
| 7.  | Too Many Thoughts In My Head     | Cuomo                                | 4:03  |
| 8.  | The Prince Who Wanted Everything | Cuomo, Brian Bell, Luther Russell    | 3:23  |
| 9.  | Byzantine                        | Cuomo, Laura Jane Grace              | 4:09  |
| 10. | California Snow                  | Cuomo                                | 3:34  |